# Crocydoscelus
Crocydoscelus là một chi bướm đêm thuộc họ Pterophoridae.

## Các loài
- Crocydoscelus ferrugineum Walsingham, 1897